# Кристал-Лейк (Айова)
Кристал-Лейк (англ. Crystal Lake) — місто (англ. city) в США, в окрузі Генкок штату Айова. Населення — 253 особи (2020).

## Географія
Кристал-Лейк розташований за координатами 43°13′23″ пн. ш. 93°47′34″ зх. д. / 43.22306° пн. ш. 93.79278° зх. д. (43.222978, -93.792707).  За даними Бюро перепису населення США в 2010 році місто мало площу 0,66 км², уся площа — суходіл.

## Демографія
Згідно з переписом 2010 року, у місті мешкало 250 осіб у 121 домогосподарстві у складі 69 родин. Густота населення становила 379 осіб/км².  Було 140 помешкань (212/км²).
Расовий склад населення:
| - 97,2 % — білих - 1,6 % — чорних або афроамериканців - 0,4 % — корінних американців |

До двох чи більше рас належало 0,8 %. Частка іспаномовних становила 4,0 % від усіх жителів.
За віковим діапазоном населення розподілялося таким чином: 18,0 % — особи молодші 18 років, 59,6 % — особи у віці 18—64 років, 22,4 % — особи у віці 65 років та старші. Медіана віку мешканця становила 47,8 року. На 100 осіб жіночої статі у місті припадало 93,8 чоловіків;  на 100 жінок у віці від 18 років та старших — 103,0 чоловіків також старших 18 років.
Середній дохід на одне домашнє господарство  становив 40 247 доларів США (медіана — 34 432), а середній дохід на одну сім'ю — 54 020 доларів (медіана — 43 750). Медіана доходів становила 35 469 доларів для чоловіків та 33 036 доларів для жінок. За межею бідності перебувало 13,5 % осіб, у тому числі 18,2 % дітей у віці до 18 років та 12,5 % осіб у віці 65 років та старших.
Цивільне працевлаштоване населення становило 105 осіб. Основні галузі зайнятості: виробництво — 60,0 %, освіта, охорона здоров'я та соціальна допомога — 11,4 %, будівництво — 7,6 %, оптова торгівля — 6,7 %.